# Route I/71 (Slovaquie)
Pour les articles homonymes, voir I71 et Route 71.
La I/71 (en slovaque : cesta I. triedy 71) est une route slovaque de première catégorie reliant Lučenec à la frontière hongroise. Elle mesure 26,3 km.

## Tracé
- Région de Banská Bystrica
  - Lučenec
  - Fiľakovské Kováče
  - Fiľakovo
  - Biskupice
  - Radzovce
  - Šiatorská Bukovinka
- Hongrie 21